# آنتونی بارکلی
آنتونی بارکلی (انگلیسی: Anthony Barclay؛  – ) بازیگر اهل بریتانیا بود.
از فیلم‌ها یا برنامه‌های تلویزیونی که وی در آن نقش داشته‌است می‌توان به دامینا اشاره کرد.